# Bono (Morbihan)
Le Bono é uma comuna francesa na região administrativa da Bretanha, no departamento de Morbihan. Estende-se por uma área de 5,96 km². Em 2010 a comuna tinha 2 531 habitantes (densidade: 424,7 hab./km²).

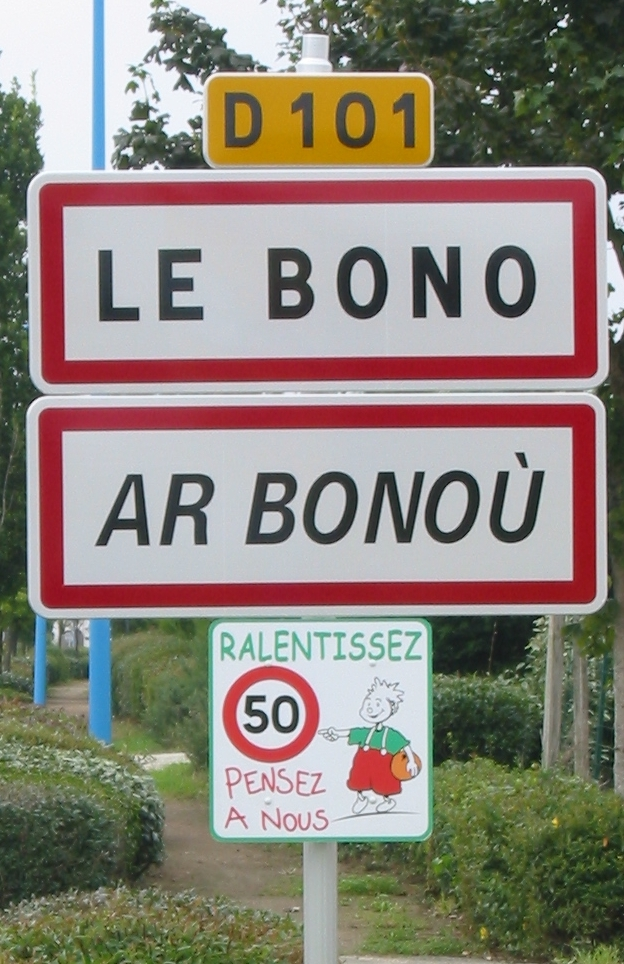
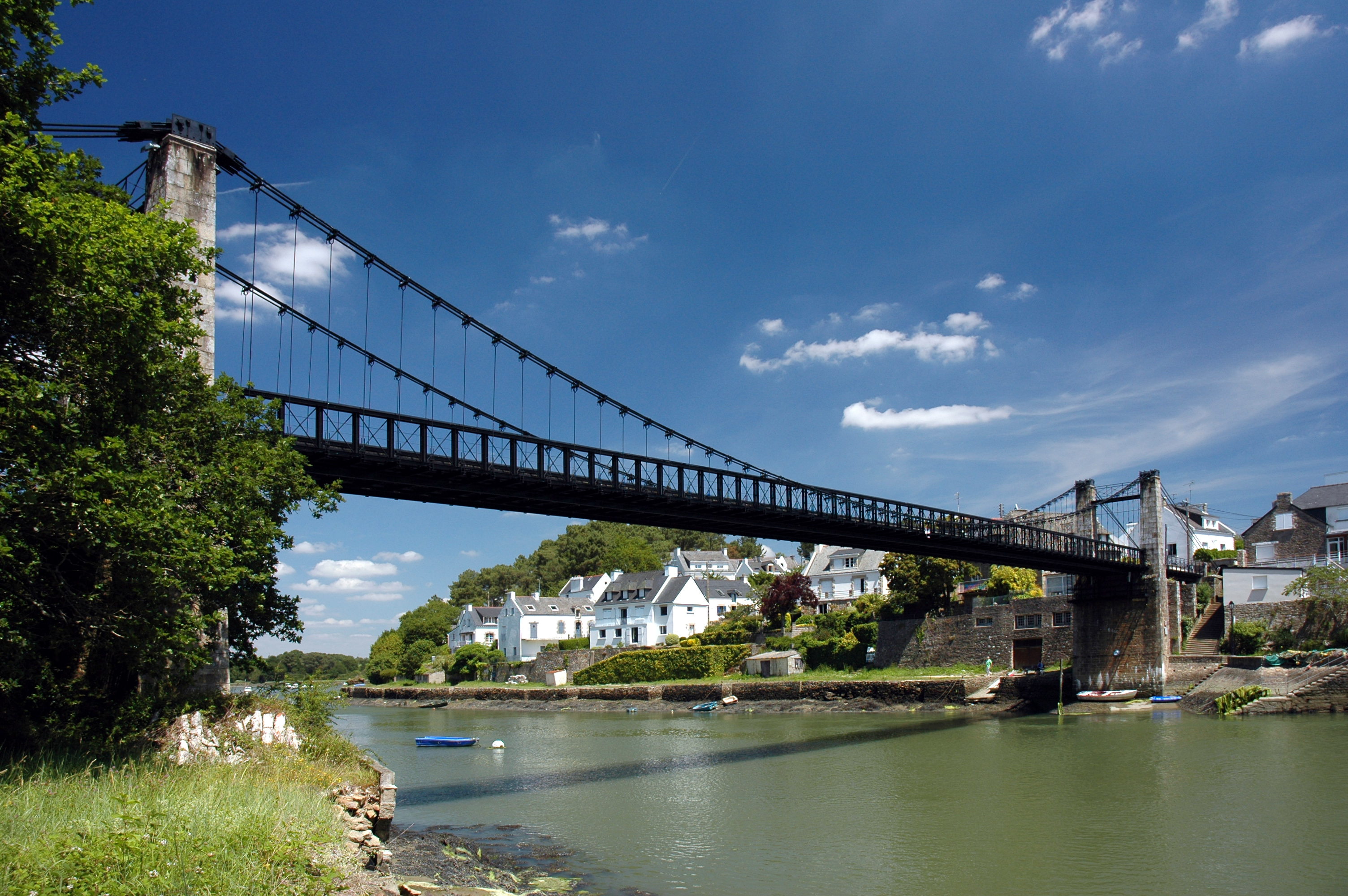
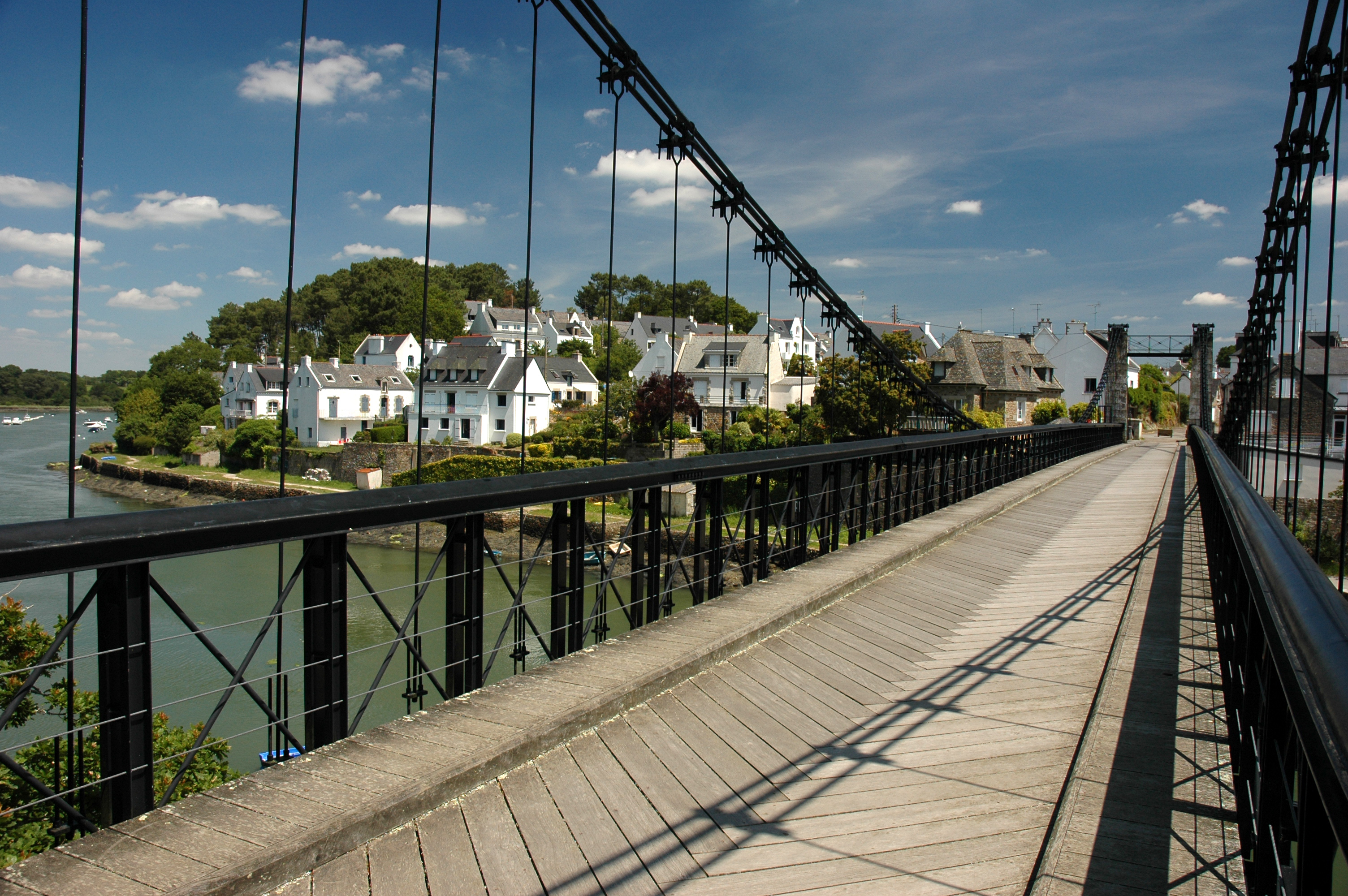
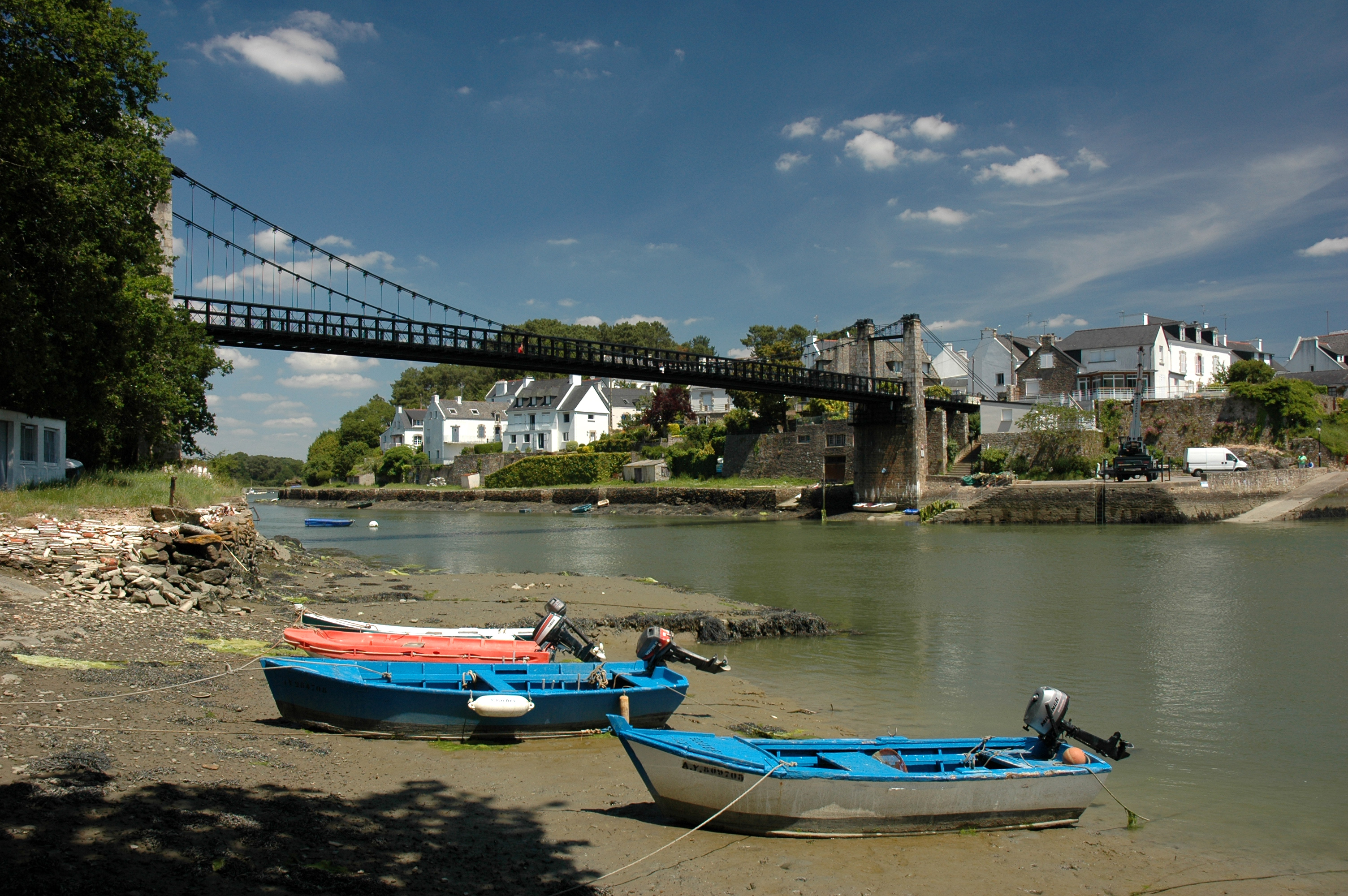
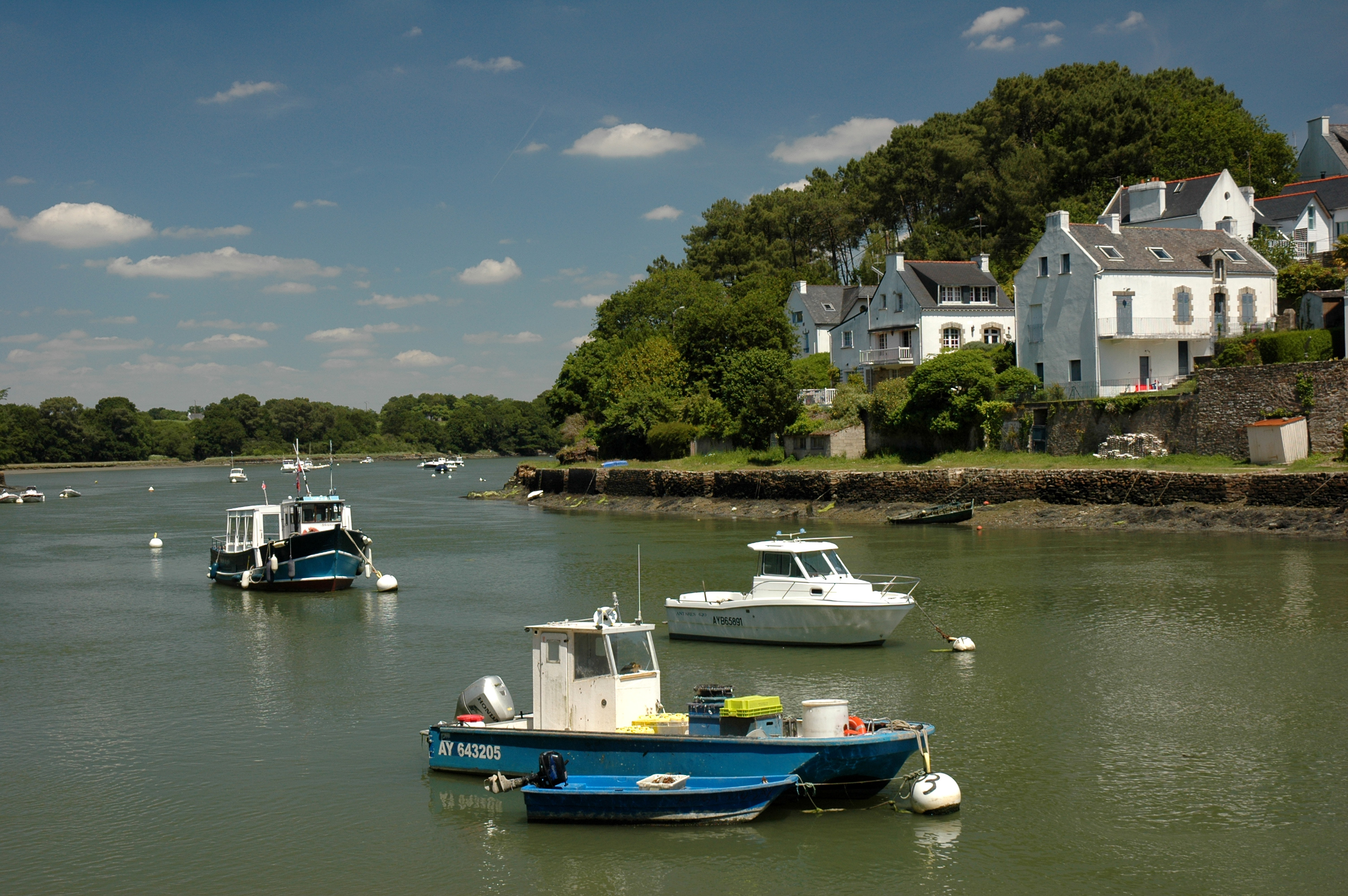
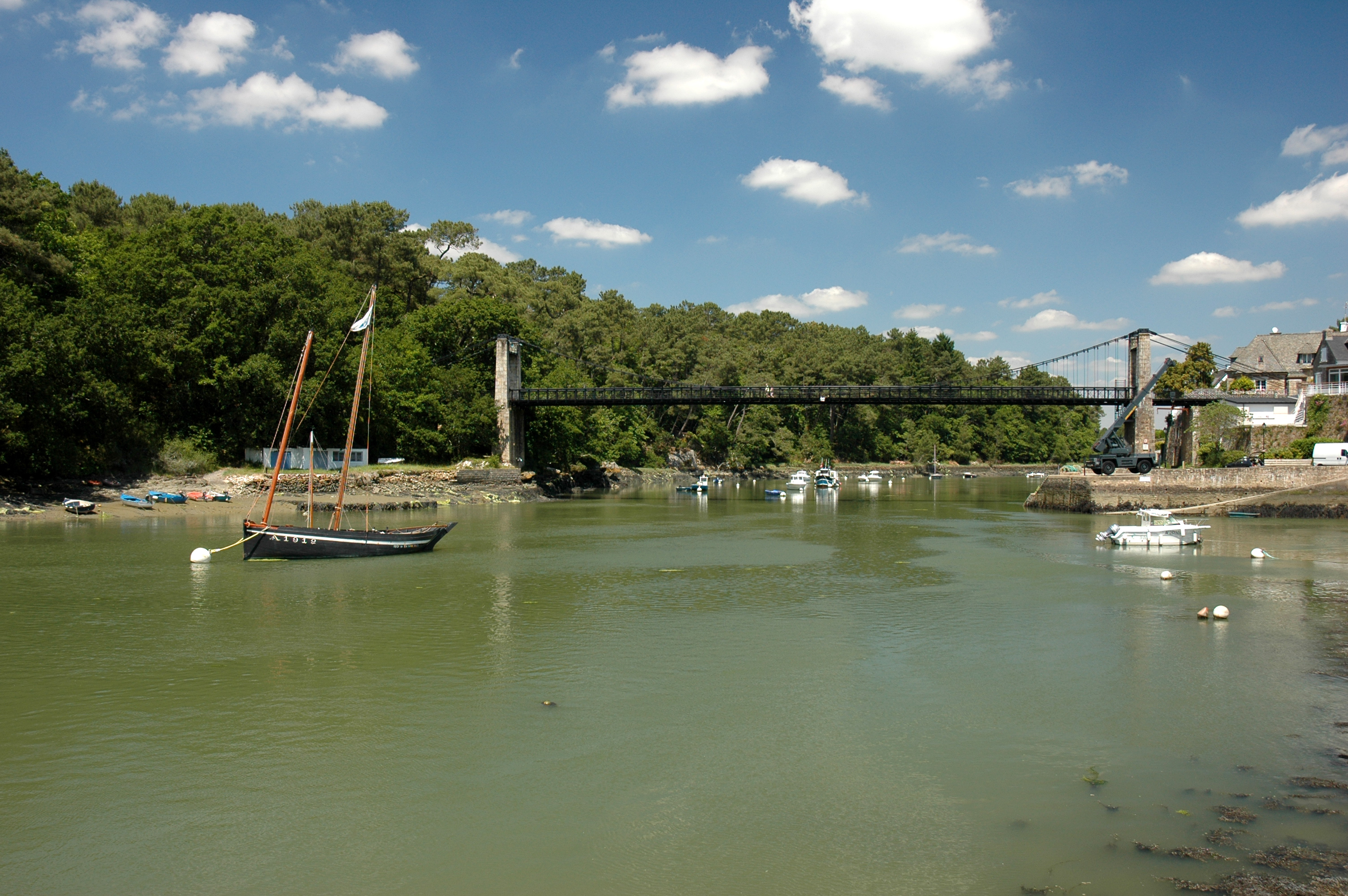
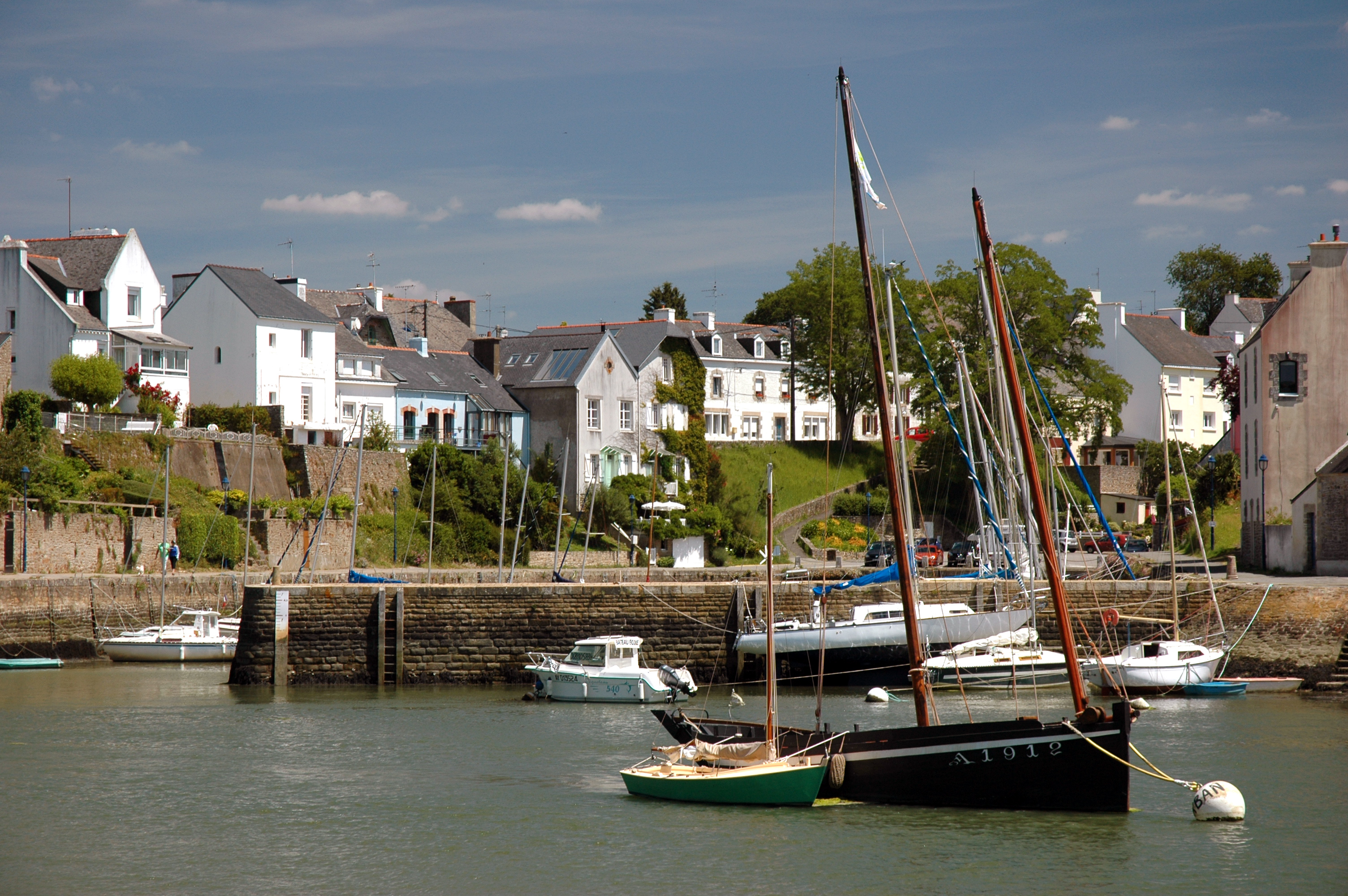